# Quyển Hill

Một biểu đồ đường viền của thế hiệu quả của một hệ thống hai cơ thể do trọng lực và quán tính tại một thời điểm. Các quả cầu Hill là các vùng tròn bao quanh hai khối lớn.

Một quyển Hill của các thiên thể là khu vực mà nó thống trị sự hấp dẫn các vệ tinh. Lớp vỏ ngoài của vùng đó tạo thành bề mặt không vận tốc. Để được hành tinh giữ lại, mặt trăng phải có quỹ đạo nằm trong quả cầu Hill của hành tinh. Mặt trăng đó, lần lượt, sẽ có một quả cầu Hill của riêng mình. Bất kỳ vật thể nào trong khoảng cách đó sẽ có xu hướng trở thành vệ tinh của mặt trăng, thay vì của chính hành tinh này. Một cái nhìn đơn giản về phạm vi của Hệ mặt trời là quả cầu Hill của Mặt trời đối với các ngôi sao địa phương và nhân thiên hà.
Nói một cách chính xác hơn, quyền Hill xấp xỉ phạm vi ảnh hưởng trọng lực của một thiên thể nhỏ hơn khi đối mặt với nhiễu loạn từ một cơ thể đồ sộ hơn. Nó được định nghĩa bởi nhà thiên văn học người Mỹ George William Hill, dựa trên công trình của nhà thiên văn học người Pháp Édouard Roche. Vì lý do này, nó còn được gọi là Roche sphere (không bị nhầm lẫn với giới hạn Roche hoặc Roche Lobe).
Trong ví dụ ở bên phải, quyển Hill của Trái Đất trải dài giữa các điểm Lagrange L1 và L2, nằm dọc theo đường tâm của hai thiên thể. Vùng ảnh hưởng của cơ thể thứ hai là ngắn nhất theo hướng đó, và do đó, nó đóng vai trò là yếu tố giới hạn cho kích thước của quả cầu Hill. Ngoài khoảng cách đó, một vật thể thứ ba trong quỹ đạo xung quanh thứ hai (ví dụ Mặt trăng) sẽ dành ít nhất một phần quỹ đạo của nó bên ngoài quả cầu Hill và cuối cùng sẽ bị nhiễu loạn bởi các lực thủy triều của cơ thể trung tâm (ví dụ Mặt trời) kết thúc quay quanh cái sau.

## Công thức và ví dụ
Nếu khối lượng của cơ thể nhỏ hơn (ví dụ: Trái Đất) là {\displaystyle m}, và nó quay quanh một thiên thể nặng hơn (ví dụ: Mặt trời) có khối lượng {\displaystyle M} với trục bán chính {\displaystyle a} với một độ lệch tâm {\displaystyle e}, khi đó bán kính {\displaystyle r_{\mathrm {H} }} của quyền Hill của thiên thể nhỏ hơn (ví dụ Trái Đất) được tính tại điểm cận nhật là, xấp xỉ
{\displaystyle r_{\mathrm {H} }\approx a(1-e){\sqrt[{3}]{\frac {m}{3M}}}.}
Khi độ lệch tâm là không đáng kể (trường hợp thuận lợi nhất cho sự ổn định quỹ đạo), điều này trở thành
{\displaystyle r_{\mathrm {H} }\approx a{\sqrt[{3}]{\frac {m}{3M}}}.}
Trong ví dụ về Trái Đất-Mặt Trời, Trái Đất (5.97×1024 kg) quay quanh Mặt Trời (1.99×1030 kg) ở khoảng cách là 149,6 triệu km, hay một đơn vị thiên văn (AU). Như vậy Quyển Hill của Trái Đất mở rộng ra khoảng 1,5 triệu km (0,01 AU).